# 나는 신이다: 신이 배신한 사람들
나는 신이다: 신이 배신한 사람들은 2023년 3월 3일 공개한 넷플릭스 오리지널 다큐멘터리이다. 대한민국 현대사 속 ‘메시아’들과 이들 뒤에 숨은 사건과 사람을 추적하는 넷플릭스 다큐멘터리 시리즈 중 하나로 8부작으로 구성되었으며, 사회적 물의를 빚은 대한민국의 종교 집단인 기독교복음선교회(JMS), 오대양 집단 자살 사건, 아가동산 사건, 만민중앙교회를 취재하였다.
전 세계 190개 국에 동시에 공개됐는데, 공개된 지 하루만에 1위에 올라섰다. 국내 1위, 홍콩 3위, 인도네시아 6위, 말레이시아 9위 등 전 세계적으로 크게 관심을 받았다. 신처럼 추앙 받았던 교주들의 반사회적, 반인륜적인 충격적인 모습이 적나라하게 드러났기 때문이다. 한편, '나는 신이다' 2편이 2023년 12월에 제작이 시작되었는데, 2024년에 공개를 목표하고 있으나 아직 공개시점은 미정인 상태라고 한다.

## 시리즈
- 1화(정명석) <JMS, 신의 신부들>
- 2화(정명석) <JMS, 적색수배 메시아>
- 3화(정명석) <JMS, 전자발찌 메시아>
- 4화(오대양 집단 자살 사건) <오대양, 32구의 변사체와 신>
- 5화(아가동산 사건) <아가동산,  낙원을 찾아서>
- 6화(아가동산 사건) <죽음의 아가동산>
- 7화(만민중앙교회) <만민의 신이 된 남자>
- 8화(만민중앙교회) <감옥으로 간 만민의 신>

## 같이 보기
- 블랙 (채널A) - 다루는 프로그램

- 신흥종교
- 한국의 신흥종교